# 평조
평조(平調)는 판소리·산조에서 쓰이는 조의 하나다.
평조라는 음악용어는 정악에서 주로 쓰는 것이고, 판소리에서는 그 음악적 특징으로 우조와 다른 점이 뚜렷하지 않아서 많이 쓰이지 않는다. 평조는 화창한 느낌을 주므로, 판소리 사설에서 화창하고 담박한 장면에 평조 가락을 쓴다. 유명한 대목은 <춘향가>의 기산영수, <흥보가>의 유색 황금늑, <수궁가>의 토끼화상이다.